# Stanisław Jaśkiewicz
Stanisław Jaśkiewicz (12. ledna 1907 Liepāja – 21. prosince 1980 Varšava) byl polský herec a divadelní režisér.

## Život
V roce 1925 složil maturitu ve Vilniusu a v roce 1929 absolvoval herectví na dramatickém oddělení Varšavské konzervatoře. 21. listopadu 1929 debutoval na jevišti ve Snu noci svatojánské v Městském divadle ve Vilniusu. V roce 1937 poprvé hrál ve filmu. V letech 1943–1944 se účastnil programů tajného vojenského divadla.

## Filmografie
- Płomienne serca (1937)
- Domek z kart (1953)
- Żołnierz zwycięstwa (1953)
- Uczta Baltazara (1954)
- Wolne miasto (1958)
- Krzyżacy (1960) – kastelán z Krakova
- Samson (1961)
- Spóźnieni przechodnie (1962)
- Pamiętnik pani Hanki (1963)
- Zakochani są między nami (1964)
- Kapitan Sowa na tropie
- Bicz boży (1966)
- Paryż – Warszawa bez wizy (1967)
- Stawka większa niż życie (TV seriál) (1968)
- Wyzwolenie (1969–1971) – Franklin Delano Roosevelt
- Epilog norymberski (1970)
- Wielka miłość Balzaka (TV seriál) (1973)
- Zaczarowane podwórko (1974)
- Zapamiętaj imię swoje (1974)
- Kazimierz Wielki (1975)
- Czerwone ciernie (1976) – ojciec Julii
- Granica (1977) – psychiatra badający Bogutównę
- Lalka (TV seriál) (1977)
- Polskie drogi (TV seriál) (1977)
- Sprawa Gorgonowej (1977)
- Tańczący jastrząb (1977)
- Żołnierze wolności (1977) – Franklin Delano Roosevelt
- Drogi pośród nocy (1979)
- Tajemnica Enigmy (TV seriál) (1979)
- Głosy (1980)
- Zamach stanu (1980)
- Najdłuższa wojna nowoczesnej Europy (TV seriál) (1981)